# Toy-Viam
Toy-Viam település Franciaországban, Corrèze megyében. Lakosainak száma 35 fő (2022. január 1.). Toy-Viam Bugeat, Tarnac és Viam községekkel határos.

## Népesség
A település népessége az elmúlt években az alábbi módon változott:
| Lakosok száma | 66   | 56   | 56   | 32   | 34   | 36   | 37   | 38   | 37   | 35   |
|               | 1968 | 1982 | 1990 | 2006 | 2013 | 2015 | 2017 | 2019 | 2020 | 2022 |